# Herb Poznania

Herb Poznania zatwierdzony w 1936 r., przywrócony w 1991 r.

Herb Poznania – jeden z symboli miejskich Poznania.

## Wygląd
Herb Poznania przedstawia w polu błękitnym mur obronny z trzema basztami i otwartą bramą (białą, co jest wyjątkiem w heraldyce, spotykanym w zaledwie kilku herbach, gdyż zazwyczaj barwa biała oznacza barwę srebrną). Nad najwyższą, środkową (z oknem), znajduje się gotycka tarcza herbowa z orłem piastowskim. Na mniejszych wieżach bocznych znajdują się postacie świętych w białych szatach: Święty Piotr (z kluczem) po heraldycznej lewej i Święty Paweł z Tarsu (z mieczem) po heraldycznej prawej. W bramie znajdują się złote skrzyżowane klucze, nad którymi widnieje złoty krzyż równoramienny (grecki). Bocznie od niższych baszt widnieją złote sześcioramienne gwiazdy i półksiężyce. Nad herbem widać złotą koronę.

## Symbolika
- Mur obronny z trzema basztami i otwartą bramą – miasto,
- Święci Piotr i Paweł – patroni katedry, najstarszej w Polsce. Jako pierwsze biskupstwo w Polsce poznańska katedra otrzymała patronów katedry rzymskiej,
- tarcza z orłem – herb Przemysła II, za czasów którego miasto pełniło funkcję stołeczną,
- klucze – symbol samorządności,
- do dziś heraldycy nie wyjaśnili symboliki gwiazd i półksiężyców przypominających Leliwy,
- korona nad herbem – choć nie spełnia zasad heraldycznych, podobnie jak korony nad herbami Krakowa, Warszawy czy Gniezna, jednak (tak jak w tych miastach) świadczy o stołeczności.

## Historia

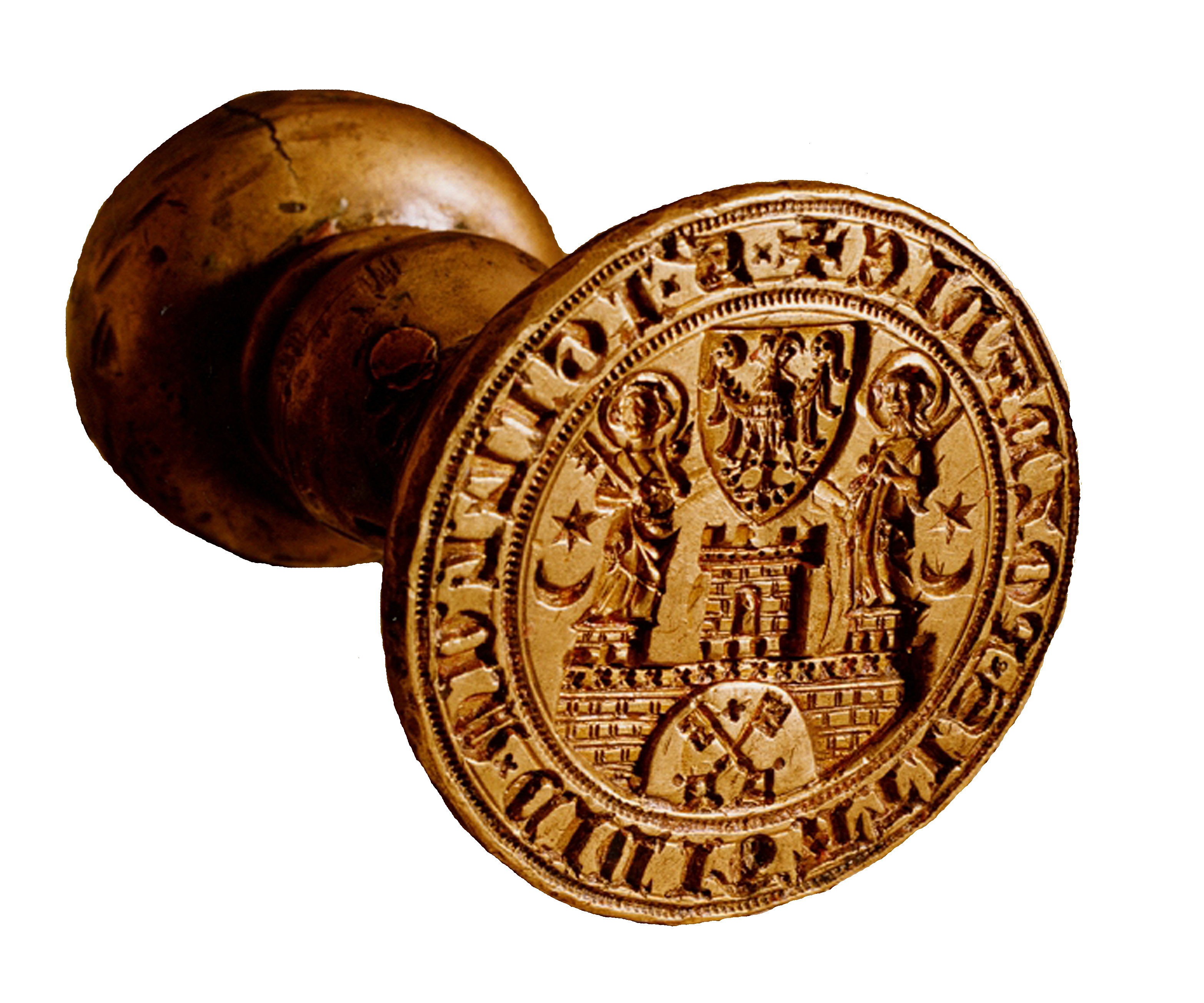
Tłok pieczętny miasta Poznania z poł. XIV w. (ze zbiorów Archiwum Państwowego w Poznaniu)

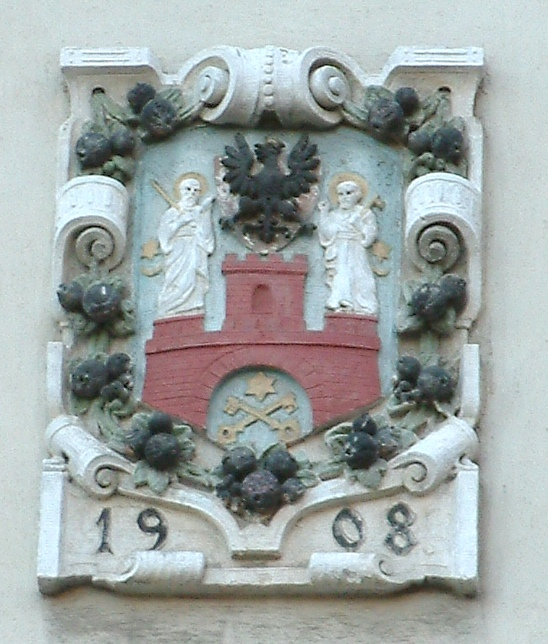
Herb w kolorystyce stosowanej w 1908

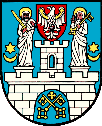
Herb Poznania używany w okresie PRL

Pierwszy zachowany wizerunek herbu pochodzi z dokumentu z datą 1 maja 1344, od współczesnego herbu różnił się jedynie brakiem korony nad tarczą herbową. Spotyka się także uproszczoną wersję herbu, którą stanowiły dwa złote skrzyżowane klucze z krzyżem (widoczne w bramie pełnego herbu) na błękitnym tle. Pojawia się także wersja pośrednia – białe mury z kluczami w bramie na błękitnym tle.

W Słowniku geograficznym Królestwa Polskiego znajduje się zapis: 

Herb miasta wyobraża bramę z 3 wieżami; nad środkową z nich unosi się orzeł biały z koroną królewską a na dwóch pobocznych stoją św. Piotr i Paweł, patronowie dyecezyi poznańskiej; w bramie pod wieżą  środkową na czarnem polu są złożone na krzyż dwa klucze, jeden srebrny, drugi złoty, a nad nimi gwiazda; po bokach obu apostołów znajduje się półksiężyc z gwiazdą.

W XIX wieku władze niemieckie stosowały herb w odmiennej kolorystyce. Mury miejskie miały kolor ceglany, zaś białego orła na czerwonym tle zastąpiono czarnym orłem na złotym tle.
W II Rzeczypospolitej herb został zatwierdzony przez Ministra Spraw Wewnętrznych 2 lipca 1936 r. Według oficjalnego blazonu przedstawiał w polu błękitnym mur miejski srebrny z trzema basztami, środkowa wyższa z oknem barwy pola. Nad basztą środkową – orzeł biały (srebrny) bez korony, w tarczy czerwonej, zwrócony w prawo. Na skrzydłach orła – przepaska złota z trójlistkami. Na baszcie prawej – postać św. Pawła, na baszcie lewej – postać św. Piotra. Postacie świętych – srebrne. Symbole obu świętych (miecz i klucz) oraz aureole – złote. Po prawej stronie św. Pawła i po lewej stronie św. Piotra sześciopromienne gwiazdy złote, pod gwiazdami półksiężyce złote. W bramie otwartej, barwy pola, dwa klucze złote skrzyżowane. Na nimi – krzyż złoty. Herb ten został przywrócony w 1991 roku.
W herbie używanym w okresie PRL orzeł nie miał korony, posiadał za to złotą przepaskę. Również nad tarczą herbową – podobnie jak przed II wojną światową – nie było korony.
27 maja 1997 r. Rada Miejska Poznania przyjęła herb autorstwa Jerzego Bąka. Za opracowanie wersji elektronicznej odpowiedzialny był Maciej Bielaczyk.

## Pieczęć z herbem
Na historycznej pieczęci widnieje podpis SIGILLVM CIVITATIS POZNANIE. W 1440 Władysław Warneńczyk nadał miastu prawo pieczętowania czerwonym woskiem. Przywilej ten wiązał się z prawem pozywania przed sąd miejski osób wszystkich stanów, w tym duchownych i szlachty.

Słownik geograficzny Królestwa Polskiego opisuje: 

Na dawniejszych pieczęciach, na których nie ma ani korony nad orłem, ani gwiazd, ani półksiężyców, trzyma św. Piotr dwa na krzyż złożone klucze, a św. Paweł miecz spuszczony. Pieczęć z XVI w. wyobrażała orła białego z napisem: Sigillum Civitatis Poznaniensis.

## Umieszczenie

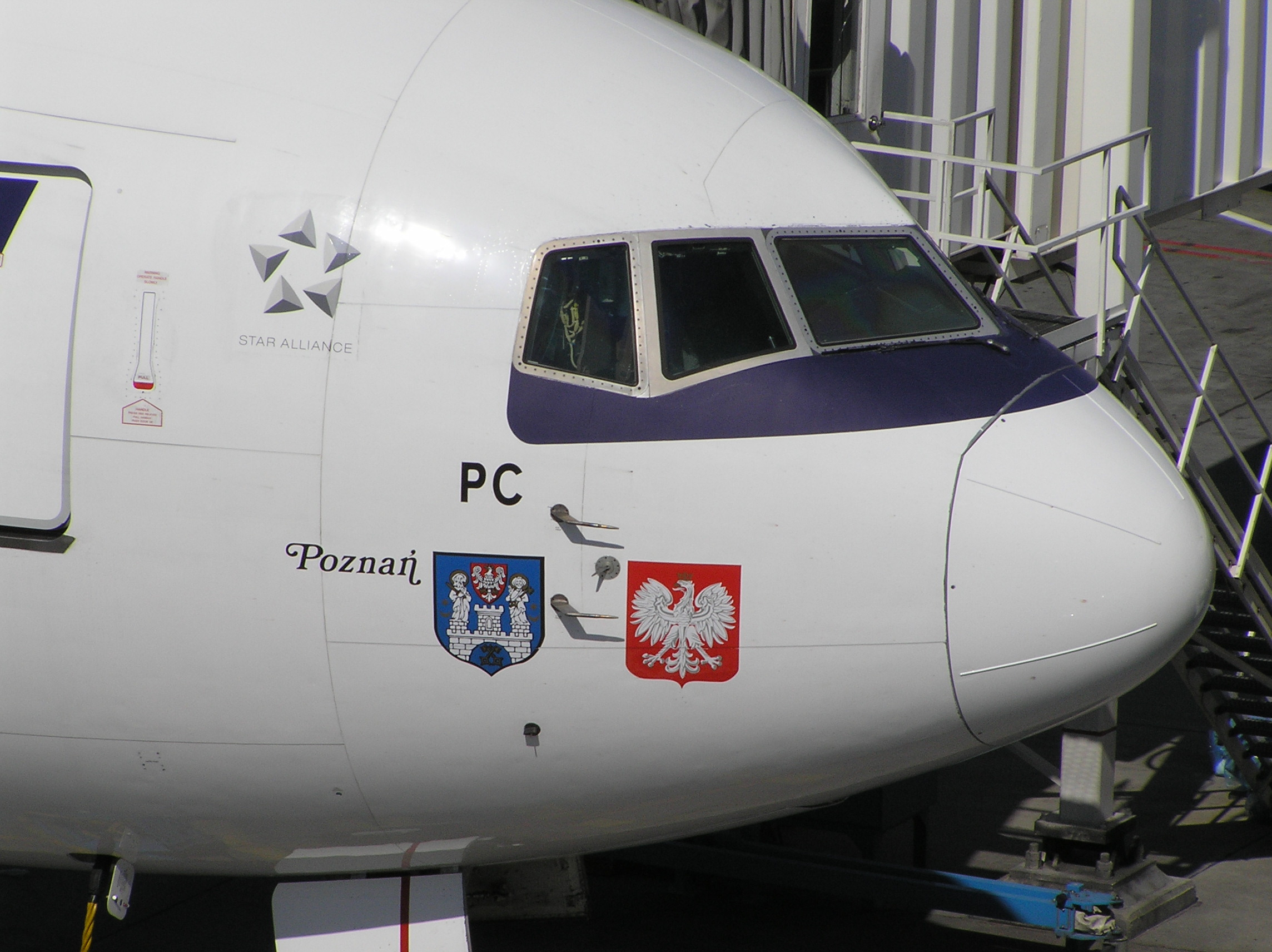
Herb Poznania na kadłubie samolotu „Poznań” PLL LOT

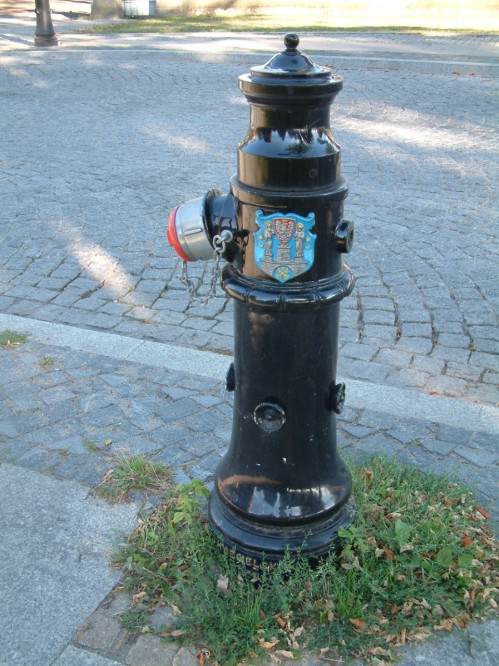
Zabytkowy hydrant nadziemny z herbem Poznania wykonany przez Zakłady Hipolita Cegielskiego

Herb Poznania umieszczony jest m.in. na:
- sztandarze miasta,
- pieczęci miasta z I połowy XIV w., na której wokół herbu znajduje się napis w języku łacińskim „SIGILLUM CIVITATIS POSNANIAE”,
- fladze miasta,
- łańcuchu prezydenta Poznania,
- burcie ORP „Poznań” (umieszczony w marcu 2004 w 13. rocznicę podniesienia na okręcie Bandery Marynarki Wojennej),
- dziedzińcu kolegium jezuickiego (obecnie Urzędu Miasta) – w formie granitowej mozaiki,
- większości tramwajów kursujących na terenie miasta (herb nie jest natomiast umieszczony na autobusach komunikacji publicznej),
- taksówkach (obligatoryjnie),
- latarniach ulicznych i hydrantach – szczególnie w obrębie Starego Miasta,
- plakietkach mundurowych strażników miejskich.
- budynkach oświatowych (od 1 stycznia 2015)[5]

Herb Poznania umieszczony był także na:
- kadłubie samolotu Poznań (SP-LPC) – Boeing 767-300ER, latającego w latach 1996–2011 w barwach Polskich Linii Lotniczych LOT (herb w kształcie sprzed 1996), wycofanego z eksploatacji po awaryjnym lądowaniu bez podwozia w dniu 1 listopada 2011.